# Poa pagophila
Poa pagophila är en gräsart som beskrevs av Norman Loftus Bor. Poa pagophila ingår i släktet gröen, och familjen gräs. Inga underarter finns listade i Catalogue of Life.